# تکیه، شابران
تکیه (به لاتین: Təkyə) یک منطقهٔ مسکونی در جمهوری آذربایجان است که در شابران واقع شده‌است.